# قلیدین
قلیدین (به عربی: قلیدین) یک روستا در سوریه است که در ناحیه زیاره واقع شده‌است. قلیدین ۳٬۶۳۶ نفر جمعیت دارد.